# Serrières-de-Briord
Serrières-de-Briord är en kommun i departementet Ain i regionen Auvergne-Rhône-Alpes i östra Frankrike. Kommunen ligger  i kantonen Lhuis som ligger i arrondissementet Belley. Kommunens areal är 8,03 km². År 2022 hade Serrières-de-Briord 1 329 invånare.

## Befolkningsutveckling
Antalet invånare i kommunen Serrières-de-Briord
Referens: INSEE